# Эстрелада арагонская

Эстрелада арагонская, самая распространённая версия флага

Эстрелада арагонская (араг. Estrelada aragonesa) — «Арагонская звезда», неофициальный флаг Арагона, символ борьбы за его независимость.
Этот флаг используется арагонскими националистами на собраниях и демонстрациях. Наиболее распространённая версия дизайна флага основана на официальном флаге Арагона, дополненном красной звездой в центре полотнища. Этот вариант дизайна флага впервые был продемонстрирован на демонстрации в Мадриде 15 ноября 1993 года. Но ещё в 1932 году Гаспар Торренте, лидер партии «Государство Арагон», предложил другую версию дизайна флага — с белой звездой на синем поле на фоне флага Арагона. 

Эстрелада арагонская, вариант Гаспара Торренте